# Garden gate frame
Een Garden gate frame (Letterlijk: tuinhekframe) is een motorfiets-frame dat oorspronkelijk op de Norton CS1-racer werd toegepast. Het was een tamelijk afwijkend frame, een soort semi-dubbel wiegframe met een centrale buis vanaf het balhoofd. Onder het motorblok splitste het in twee aparte buizen, maar die lagen erg dicht bij elkaar. Het werd in 1950 vervangen door het featherbed frame. Gewone straatmotoren hielden het garden gate frame nog enkele jaren. Intussen werd het frame wel voorzien van achtervering; aanvankelijk plunjervering, maar vanaf 1953 gewone schokdempers.

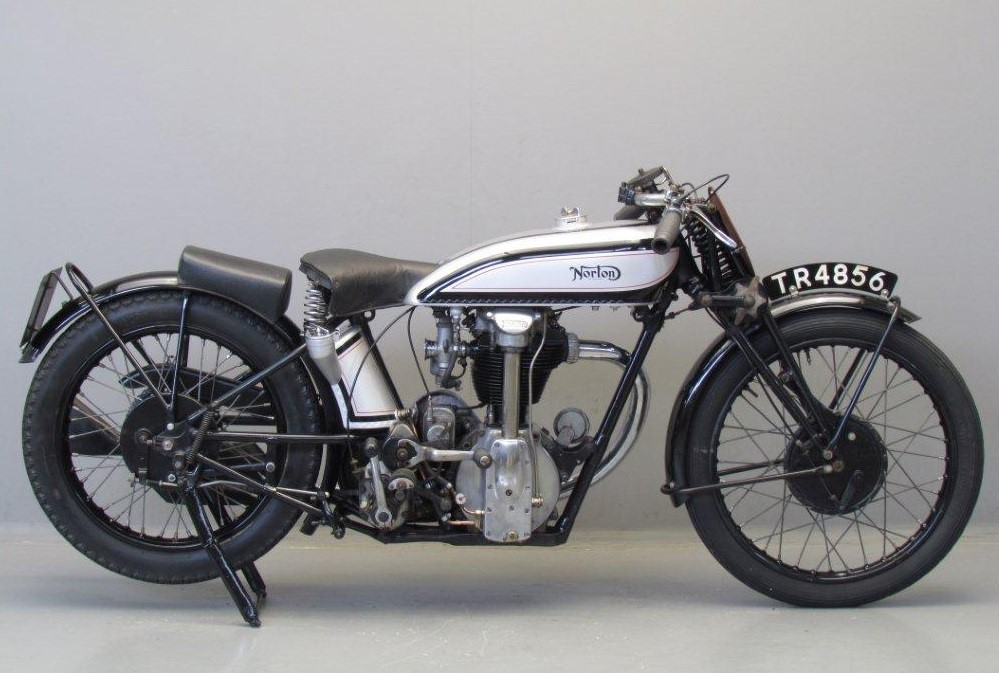
Het eerste Garden gate frame op de Norton CS1
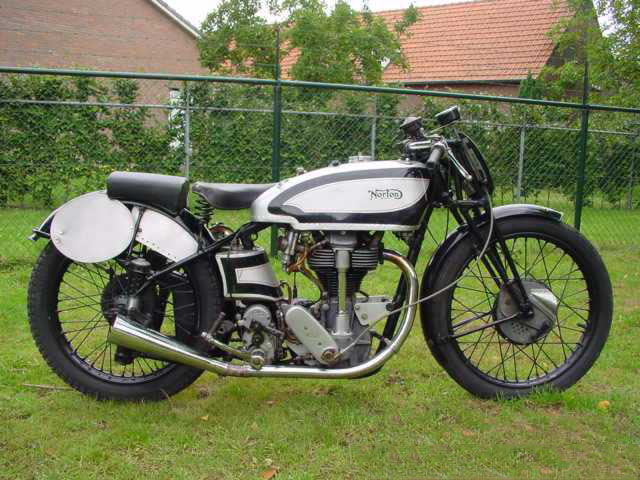
"Tuinhekframe" op een Norton International wegracemotor uit 1937
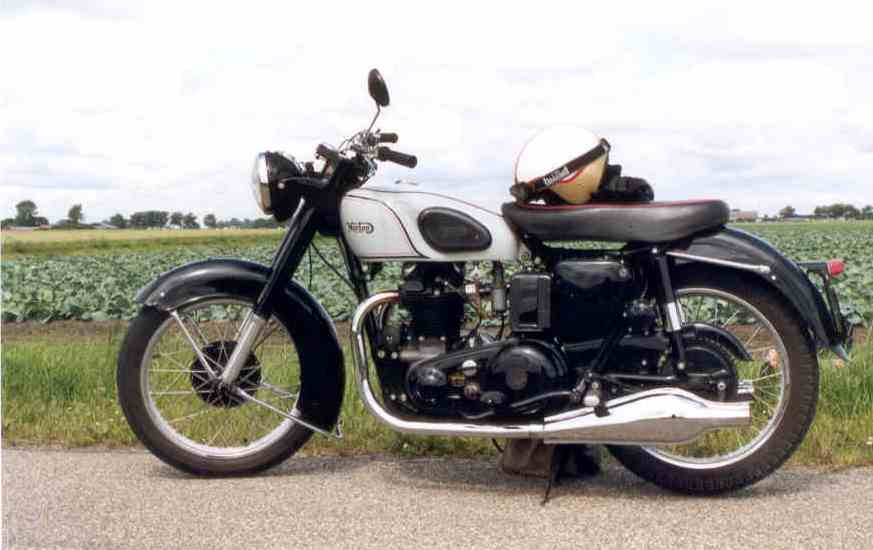
Norton Dominator Model 7 uit 1953 met een late (geveerde) versie van het garden gate frame (foto: Peter Ritzen)

Achterbrug · Balhoofd · Brugframe · Buisframe · Composietframe · Deltabox · Dubbel wiegframe · Duplex frame · E-box frame · Enkel wiegframe · FAST frame · Featherbed frame · Garden gate frame · Lateral Frame Concept · LCG Twin Tube · Loop Frame · Lowboy frame · MR-Albox · Omega frame · Open frame · Perimeter frame · Pivot frame · Pivotless frame · Plaatframe · Raked frame · Rigid frame · Semi-pivotless frame · Slimline frame · Spaceframe · Springframe · Starframe · Stijf frame · Tankframe · Twin Spar frame · Vakwerkframe · Wiegframe · Zeta frame